# 미틸라
미틸라 또는 티르후트, 티라부크티, 미틸란찰은 동쪽으로는 마하난다강, 남쪽으로는 갠지스강, 서쪽으로는 간다키강, 북쪽으로는 히말라야 산기슭에 접한 인도 대륙의 지리적, 문화적 지역이다. 오늘날 인도의 비하르주와 자르칸드주의 일부 지역과 네팔의 코시주, 바그마티주, 마데시주에 인접한 지역으로 구성되어 있다. 미틸라의 모국어는 마이틸어이며, 이 언어를 사용하는 사람들을 마이틸인이라고 부른다.
미틸라라는 이름은 일반적으로 비데하 왕국뿐만 아니라 비데하의 고대 영토에 속하는 현대의 영토를 지칭하는 데 사용된다. 20세기까지 미틸라는 부분적으로 라즈 다르방가 왕국의 통치를 받았다.